# Straßenbahntunnel Veddel
Der Straßenbahntunnel Veddel ist ein 220 Meter langer Tunnel in Hamburg-Veddel. Ursprünglich gebaut, um eine zweispurige Straßenbahnlinie kreuzungsfrei in einen Autobahnzubringer einzufädeln, wird der Tunnel seit der Einstellung des Straßenbahnbetriebs von Bussen und Taxis genutzt. Daher trägt er heute auch den Namen Bustunnel Veddel.

## Geschichte
Die Straßenbahn Hamburg überquerte die Norderelbe in der Mitte der Neuen Elbbrücke. Als das Südende der Brücke an die Autobahn nach Bremen (heute A 255) angeschlossen werden sollte, war es notwendig, dass die Straßenbahn die nach Süden führende Fahrbahn der Autobahn kreuzungsfrei queren konnte, um den Autoverkehr nicht zu behindern.
Dafür wurde 1938/39 der Rohbau des Tunnels in offener Bauweise erstellt. Die geschlossene Rahmenkonstruktion aus Stahlbeton wurde auf zehn Meter langen Betonpfählen errichtet, um im weichen Boden Halt zu haben. Der Beginn des Zweiten Weltkriegs verhinderte die Fertigstellung des Bauwerks, das daraufhin bis 1940 durch den Einbau von Trennwänden, Aborten und Gasschleusen zum Luftschutzbunker umgerüstet wurde.
Nach Kriegsende wurden die Arbeiten wieder aufgenommen und der Tunnel schließlich am 24. November 1949 eröffnet. Es war die einzige niveaufreie Kreuzung zwischen Straßenverkehr und der Straßenbahn im Hamburger Stadtgebiet. Die leicht s-förmige Strecke war zweigleisig ausgebaut, durfte aber nur auf Sicht mit 15 km/h befahren werden, da im Tunnel keine Signale installiert waren.
Die Straßenbahnlinie zur Veddel wurde am 22. Mai 1977 eingestellt, anderthalb Jahre vor der endgültigen Stilllegung der Straßenbahn in Hamburg. Seither nutzen Busse und Taxis den Tunnel, der 1986 mit dem Ausbau der Autobahn auf 220 Meter verlängert wurde.

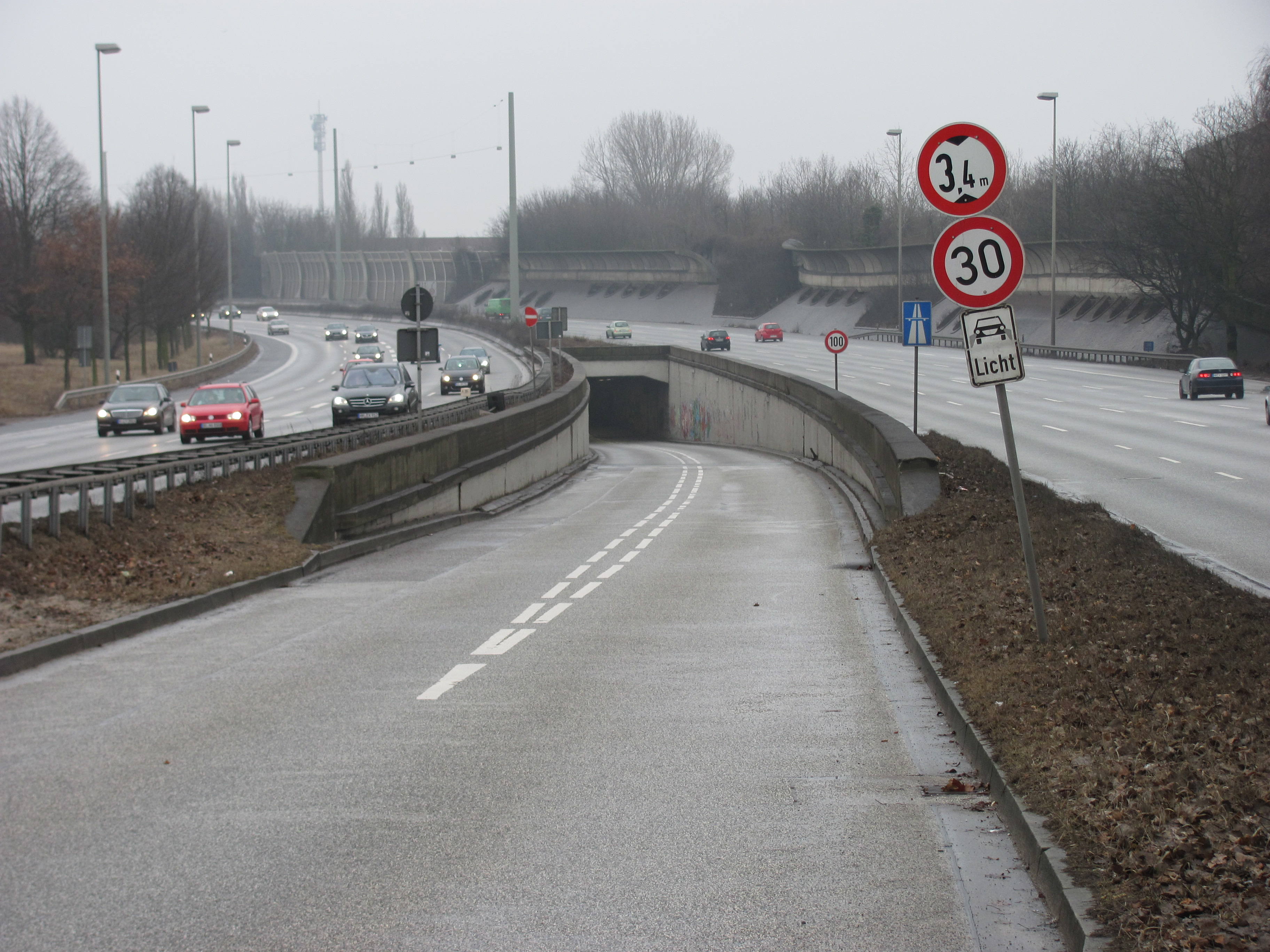
Nordportal, beidseitig die A 255
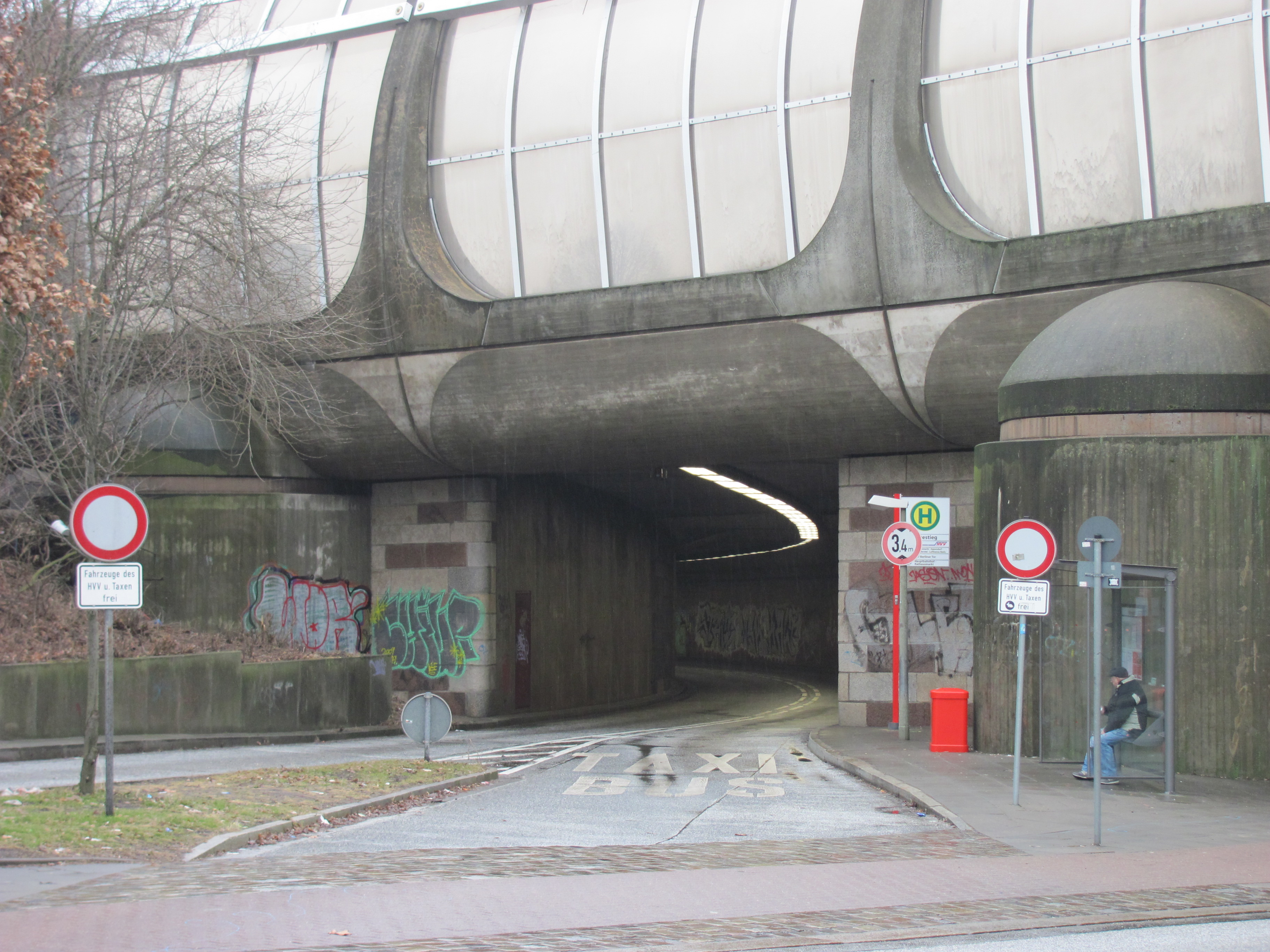
Südportal
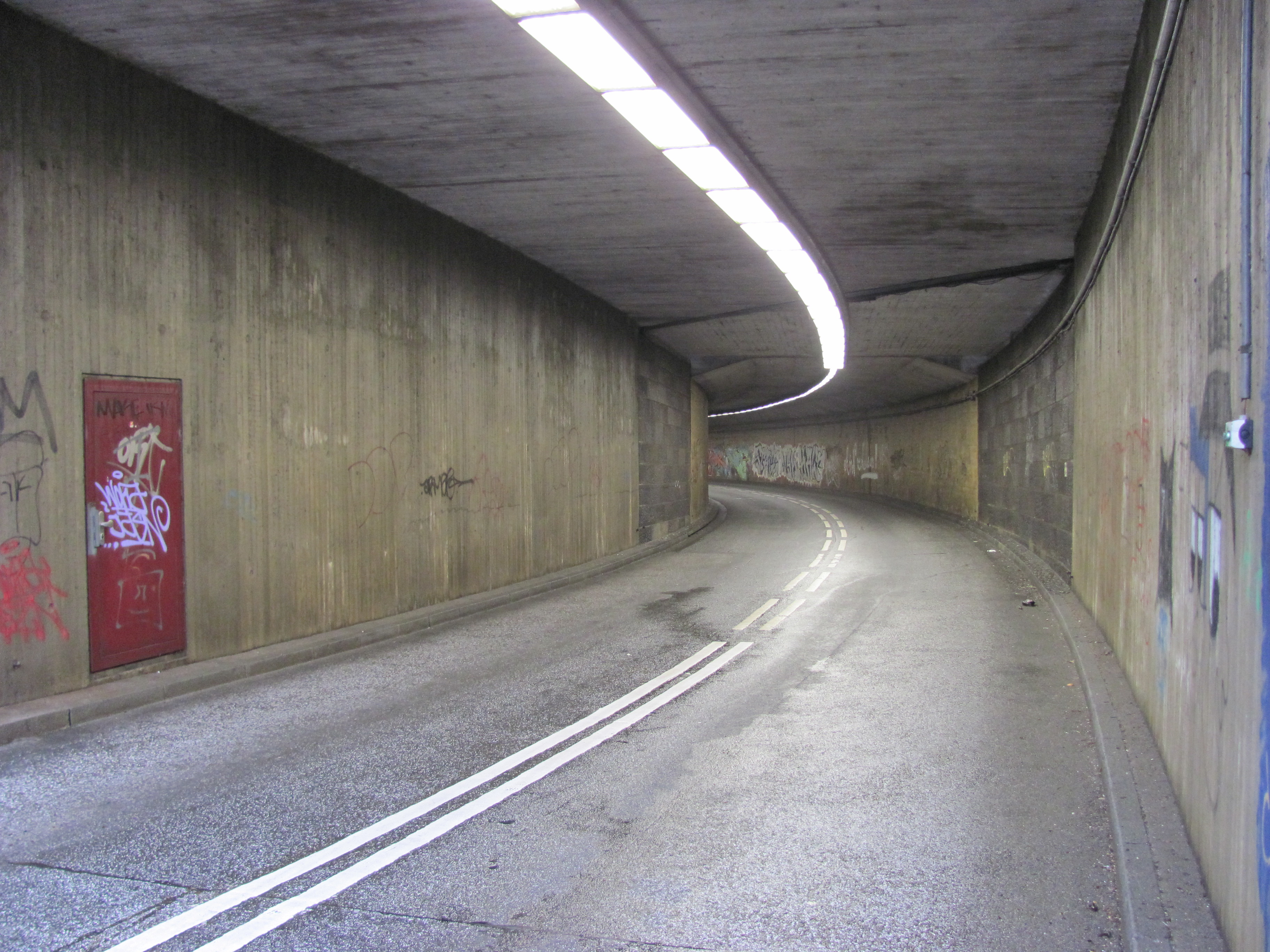
Tunnelinneres